# Ray Blanchard
Ray Milton Blanchard (nascido em 9 de outubro de 1945) é um sexólogo americano-canadense, mais conhecido por seus estudos sobre transexualidade, pedofilia e orientação sexual. Ele descobriu que homens com mais irmãos mais velhos têm maior probabilidade de serem gays do que homens com menos irmãos mais velhos, um fenômeno que ele atribui à reação do sistema imunológico da mãe aos fetos masculinos. Blanchard também publicou pesquisas sobre falometria e várias parafilias, incluindo asfixia autoerótica.
De acordo com o Google Scholar, os trabalhos de Blanchard foram citados mais de 12.000 vezes e ele tem um índice h de 65.

## Efeito da ordem de nascimento fraterno
Blanchard conduziu pesquisas sobre fatores que influenciam o desenvolvimento da orientação sexual, incluindo fatores biológicos. Ele propôs uma teoria conhecida como efeito da ordem de nascimento fraterno ou efeito do irmão mais velho. Essa teoria diz que quanto mais irmãos mais velhos um homem tem, maior é a probabilidade de ele ter uma orientação sexual homossexual. O número de irmãs mais velhas não tem efeito, entretanto. O mesmo não acontece com as lésbicas - nem o número de irmãos mais velhos nem o número de irmãs mais velhas parecem estar relacionados à orientação sexual das mulheres. O efeito da ordem de nascimento fraterno foi descrito por um de seus proponentes como "o correlato biodemográfico mais consistente da orientação sexual em homens", com cada irmão mais velho aumentando as chances de um homem ser gay em cerca de 33%.
Blanchard levanta a hipótese de que o efeito do irmão mais velho é causado por interações entre um feto masculino e o sistema imunológico da mãe: como certas proteínas (chamadas de antígenos Hy) são produzidas por fetos masculinos e não por fetos femininos, o sistema imunológico da mãe reage apenas a fetos masculinos e é mais provável que produza uma reação a cada exposição sucessiva a um feto masculino.

## Tipologia da transexualidade
Blanchard cunhou o termo "autoginefilia" para descrever mulheres trans com um desejo erótico de "ser mulheres", e hipotetizou que toda disforia de gênero experimentada por este grupo é de dois tipos: disforia de gênero "homossexual" e disforia de gênero "não homossexual". Blanchard definiu o primeiro como estando presente em transexuais atraídas por homens, enquanto ele definiu o último como estando presente em transexuais atraídas pela ideia de si mesmas como mulheres. Dentro da comunidade transgênero, a ideia foi criticada. As descobertas e pesquisas de Blanchard foram rejeitadas pela Associação Profissional Mundial para Saúde Transgênero (WPATH), a maior associação de profissionais médicos que prestam cuidados a pessoas transgêneros, por carecer de evidências empíricas.
Blanchard apóia o financiamento público da cirurgia de redesignação sexual como um tratamento apropriado para pessoas transexuais, pois ele acredita que as evidências disponíveis apóiam que a cirurgia os ajuda a viver com mais conforto e felicidade, com altos índices de satisfação.
Blanchard definiu autoginefílico como "a tendência parafílica de um homem a ser sexualmente excitado pelo pensamento ou imagem de si mesmo como mulher". Ele pesquisou essa teoria realizando um teste em uma amostra de 119 transexuais que enviaram um questionário anônimo para testar se eram autoginefílicos ou homossexuais. Blanchard acreditava que nem todas as transexuais se enquadravam na categoria de "homossexuais" e que algumas eram transexuais autoginefílicas. Os participantes da pesquisa sentiram que não eram nem homossexuais nem transexuais autoginefílicos e não deveriam ser classificados em nenhum dos grupos. A maioria sentiu que a atração sexual por se tornar mulher enfraqueceu com a idade, mas outros relataram que notaram uma mudança após a transição física. Blanchard finalmente concluiu que as transexuais eram sexualmente excitadas por homens (andrófilas), ou excitadas pelo pensamento de serem mulheres (não andrófilas).

## Teleiofilia
Blanchard cunhou a palavra teleiofilia para se referir a uma preferência sexual por adultos. Ao contrário dos termos referentes ao interesse sexual em outras faixas etárias, como pedofilia (interesse sexual em crianças pré-púberes) e efebofilia (interesse sexual em adolescentes) a teleiofilia não é considerada uma parafilia. O termo foi formalizado para evitar neologismos, como "adultofilia" ou "normofilia", que eram usados ocasionalmente, mas sem uma definição precisa. O termo é usado principalmente por sexólogos profissionais na literatura científica.

## DSM-5

### Cargo no DSM-5
Blanchard trabalhou no subgrupo de disforia de gênero para o DSM-IV e atuou como presidente do subgrupo de parafilia no DSM-5. Ativistas protestaram contra a última nomeação. A Força-Tarefa Nacional para Gays e Lésbicas emitiu um comunicado questionando a decisão da APA de nomear Blanchard.